# Marcilla de Campos
Marcilla de Campos település Spanyolországban, Palencia tartományban. Marcilla de Campos Frómista, Villovieco, Osorno la Mayor, Lantadilla és Requena de Campos községekkel határos. Lakosainak száma 58 fő (2024).

## Népesség
A település népessége az elmúlt években az alábbi módon változott:
| Lakosok száma | 69   | 63   | 48   | 48   | 43   | 39   | 36   | 46   | 48   | 58   |
|               | 2001 | 2004 | 2007 | 2009 | 2012 | 2014 | 2017 | 2019 | 2022 | 2024 |